# Milan Indoor 2004
Il Milan Indoor 2004 è stato un torneo di tennis giocato sul sintetico indoor. È stata la 27ª edizione del Milan Indoor, che fa parte della categoria International Series nell'ambito dell'ATP Tour 2004.
Si è giocato a Milano, Italia, dal 9 al 15 febbraio 2004.

## Campioni

### Singolare
Antony Dupuis ha battuto in finale  Mario Ančić con il punteggio di 6–4, 6(12)–7, 7–6(5)

### Doppio
Jared Palmer /  Pavel Vízner hanno battuto in finale  Daniele Bracciali /  Giorgio Galimberti con il punteggio di 6–4, 6–4